# Archiș
Archiș (en hongrois : Bélárkos , en allemand : Sächsisch Erkes) est une commune du județ d'Arad en Roumanie.
La commune est composée de 4 villages : Archiș, Bârzești, Groșeni et Nermiș.

## Population
D'après le recensement de 2011, la commune compte 1 515 habitants.